# Municipio de Fairfield (Illinois)
El municipio de Fairfield (en inglés: Fairfield Township) es un municipio ubicado en el condado de Bureau en el estado estadounidense de Illinois. En el año 2010 tenía una población de 375 habitantes y una densidad poblacional de 3,98 personas por km².

## Geografía
El municipio de Fairfield se encuentra ubicado en las coordenadas 41°32′26″N 89°48′6″O / 41.54056, -89.80167. Según la Oficina del Censo de los Estados Unidos, el municipio tiene una superficie total de 94.26 km², de la cual 94,26 km² corresponden a tierra firme y (0 %) 0 km² es agua.

## Demografía
Según el censo de 2010, había 375 personas residiendo en el municipio de Fairfield. La densidad de población era de 3,98 hab./km². De los 375 habitantes, el municipio de Fairfield estaba compuesto por el 98,67 % blancos, el 0,27 % eran afroamericanos y el 1,07 % eran de una mezcla de razas. Del total de la población el 1,07 % eran hispanos o latinos de cualquier raza.